# シャドウ オブ メモリーズ
『シャドウ・オブ・メモリーズ』（Shadow of Memories）は、コナミより2001年2月22日にPlayStation 2用ソフトとして発売されたアドベンチャーゲームである。アメリカでは同年3月5日、ヨーロッパでは同年3月30日にそれぞれ発売。

## 概略
タイムトラベルを題材としたゲームで、派手な戦闘や演出も無く主人公がただひたすら死を回避するために奮闘するというやや異色のゲームであり、発売当時はPS2の普及率がまだ低かったという事情も相まって日本国内での売り上げは振るわず、発売一週目では約10,000本を売り上げるに止まった。
直木賞作家の宮部みゆきが絶賛したゲームである。
2001年11月22日にベスト版が発売。2009年10月1日にPlayStation Portableへの移植版が発売。
日本国外では北米版と五ヶ国語（英、仏、独、伊、西）対応の欧州版が発売された。日本国外では国内以上の売り上げを記録しXboxとWindows用に移植もされている。なお、北米版はタイトルが『Shadow of Destiny』に変更されている。
PS2版には映像特典として、サイレントヒル2の予告映像が収録されている。

## ストーリー
2001年4月8日、レーベンスバウムの街を訪れていたアイクは、喫茶店を出て街路を歩いていた。その時、突然の衝撃に襲われ、倒れ伏すアイク。その背中には深々とした刺し傷が刻まれており、午後2時30分を告げる時計台の鐘の音を聞きながら、アイクは意識を失う。目を覚ましたアイクを待っていた物は、この世とは思えぬ奇妙な空間、そしてどこからか語りかけてくる声であった。その声が告げたのは、自分が死んだという事実、そしてアイクが「今日絶対に死ぬ運命」にあるという事だった。運命を変えるのに協力するという声の誘いに乗るアイクは、その声の主が持つという「時間を統べる力」の一部である転送機を受け取る。空間に開け放たれた門から抜け出ると、居場所は先ほどの喫茶店。店員に揺さぶられ覚醒し、店を出て時計を見ると午後2時。先ほどの体験を思い返すが、それが夢でない事はズボンのポケットに入っていた転送機が物語っていた。こうしてアイクは時空を移動し自身に降りかかる死の運命に立ち向かうことになる。

## システム
このゲームは、プロローグと8つのチャプターで構成されており、主人公アイクがチャプターごとの様々な死の運命から逃れるべく、街を歩き回り特定の条件下でのみ使える転送機を駆使して過去に戻り、その時その時の「死の要因」を探りだし、それを排除していくのを目的としている。戻れる時間もごく近い過去から、1980年頃、1900年頃、1580年頃と多様。アイクを除く1900年の風景と人物はモノクロームで、ヨーロッパを思い起こさせる幻想的なグラフィックで展開される。1580年はセピアで描写されている。だが、1980年代は色は少し、淡いが現在と同じカラー。
ゲーム内の時間はリアルタイムで進み、またイベントを見る事によっても一定時間経過する。過去で時間を過ごしたとしても「現在」で同じ時間が平行して経過しており、転送機を使ってもその時刻にしか戻ることはできない。死の要因を排除できないままそのチャプターで定められた「死の時間」が訪れると、たとえ始めに死亡した現場に居なくとも死んでしまい、そのチャプターの開始時刻に戻る。ただし、過去を訪れたままで死の時間を迎えるとアイクの存在が消滅し、ゲームオーバーとなる。
街は広く様々な人物が生活しており、彼らとの会話内容も時刻や展開によって異なり、本筋とは関係の無いミニイベントや死の回避方法が複数用意されている場面もあって、自由度が高い。先のチャプターで行った事は多くの分岐を生み出し、後のチャプターにまで影響を及ぼすので全てのパターンを見るには繰り返しプレイする必要がある。また、プレイヤーの行動によって展開が変化し、最終的にエンディングまで複数に枝分かれするマルチエンディング方式を取っている。
エンディングは、A、B、C、D、E、とあり全てをクリアするとEXTRAシナリオがプレイできる。
ゲーム中のムービー及び会話はフルボイス。メモリーカードにはプレイの進行途中に保存したプレイデータとは別にシステムデータが保存され、このデータがある限りストーリーの最初からプレイを始めても、どのイベントやエンディングを見たのかは達成度として蓄積されていく。
そして、100%達成すると少々、変化があり、エンディングすべてを見ると流れる音楽が変わり、そしてムービーを全てみると静止画像もアイク→マルガレーテとダナにかわる。
ちなみに、EXTRAは主人公が自分の身に起こる結末をしっている設定から始まるシステムになっている。

## タイムトラベル
基本的にプレイヤーはアイテムの取得・使用や人との接触によって過去を変える事で死を回避する事になる。過去を変えれば当然現在にも影響が出る事になり、それは現在から時間が離れた過去であるほど顕著。
過去から現代への「時間の経過」という要素もゲーム内で生かされている。例えばロープを過去の屋外に放置し現代に戻ると古くなって使えなくなってしまったり、子猫を過去の人物に預けると現代で大繁殖してしまったりする。
過去の街には現代に存在する者と一目で先祖だとわかる瓜二つな人物が生活しており、その趣味嗜好や人柄に共通点が窺（うかが）える。過去の人物にした事が子孫の代にまで影響を及ぼす事もある。
過去の世界ではその時点でのアイク自身に遭遇する事もある。その時アイク同士が接触してしまうとタイムパラドックスが巻き起こり、アイクの存在が消滅し、ゲームオーバーとなる。

## 登場人物

### 主要人物
アイク・カッシュ (Eike kusch )
主人公。グリーンの瞳とブロンドの髪を持つ男性。身長180cm。年齢不詳で、感情が表に出ることの少ない謎の部分が多い。元フリーライターであり、偶然訪れたレーベンスバウムの街に不思議な魅力を感じ、その後も何度となく足を運んでいる。冷静で判断力に優れる好漢。
ホムンクルス (Homunculus )
プロローグでの声の主。小柄で青白い肌の少年の姿をしているが年齢は不明。慇懃でやや高圧的な物言いをする。時をある程度自在に巡る能力を持ち、アイクに転送機を渡しアドバイスをする。科学知識に間も明るく、アイクが毒殺されたときには、その成分を言い当てた。20年前のエッカートの娘を連れ去った事件など、登場人物の過去などに深いかかわりを持っている。

### 現代の人物
ダナ (Dana )
主人公が訪れる喫茶店「カフェゾンネ」の看板娘。21歳。長髪を後ろに束ねた髪型が特徴の美女。物静かな性格だが、芯はしっかりしている。身寄りが無く、孤独感を常に感じているものの、アイクには心を開いている。アイクが転送機を使う際にたまたま近くに居あわせたため、時空移動に巻き込まれ所在がわからなくなってしまう。
エッカート・ブルム(Eckart Brum )
私設美術館の館長を務めている46歳の男性で、アイクとは付き合いの長い知人。彼のコレクションには地域ゆかりの作品が多い。陽気な性格だが、どこか影を感じさせる面もある。1980年頃では若かりし時の彼と会う事ができる。20年前に妻が強盗に襲われて死亡し、娘も誘拐された過去を持つが、20年経った現在も娘の生存を諦めていない。
占い師
街の一画に店を構えており、全身を包むローブと目深に被ったフード、そして顔を覆うベールにより、その姿は僅かに覗くブロンドの髪しか窺う事が出来ない。アイクが死の運命にある事を言い当て、彼に助言を与える謎の人物。店を訪ねると、その時ごとに死の時刻の情報とアドバイスを与えてくれる。「旧錬金術師の家」に占いの館を開いている。

### 1980年頃の人物
- 1980年は、主要人物が2人で分岐にするルートによると、エンディングにかかわってくる設定になっている。

オレーグ・フランセン
カール・フランセンの子孫。映画監督。2001年の現代では少し年老いた彼が登場する。先祖代々、手先は器用。
陽気で人並みはずれたテンションを持つ。
ミリアム・ブルム
エッカートの妻。20年前の事件の被害者で命を落とす運命の持ち主。家に帰ろうとしていた時、娘と自分がともに射撃され彼女は命を落としてしまうが、娘の「ダナ」は行方不明になってしまう。プレーヤーの選択によれば、彼女の命を救うことも可能である。（娘・ダナを救うことは不可能）
ダナ・ブルム
エッカートと、ミリアムの第一子。20年前の事件で行方不明になった。アイクが見かけたとき、赤ん坊がホムンクルスにどこかに連れて行かれる所を目撃し、それがエッカートの娘である。いまだに消息は不明。現代にいるダナと同名。

### 1902年頃の人物
特に、この時代は物語に沿った時代ではなく箸休め的な話になっている。
アルフレッド・ブルム
エッカート・ブルムの曽祖父で背格好がエッカートにそっくり。初期の美術館館長。妻に先立たれ、悲しい思い出が詰まった家をどうするか迷っていたところを、現代の設備を知っていたアイクが美術館にするようにと提案に乗る。
シビラ・ブルム
アルフレッドの娘、ブルム家の長女。父が、家を売ると聞いて不安になっていたところを、また彼女もアイクに救われた。少女にしては、しっかりした発言が目立つ。小さな弟の面倒もみている。母親はいないが母親並みの役割をこなす。
ブルム家の長男
アルフレッドの息子。長男。名前は不明。見た目は、首が据わってないのでまだ0歳くらいだと考えられる。母に先立たれた為、シビラに母代わりに育てられている。

### 1580年頃の人物
記載している年齢をはじめとした記述内容は全てアイクが初めてこの年代を訪れた時点のものである。
マルガレーテ・ワーグナー (Margarete Wagner )
アイクが中世に着いてすぐに出会う錬金術師の娘。豊かなブラウンの髪を持った16歳の女性。明るく朗らかだが、勝ち気な性格。身分不相応の派手な格好をしているとして街の人間に絡まれていた所をアイクに助けられる。
母親がなくなり、弟は荒れてしまい、父親は変わらず研究に没頭するなど、家庭環境からの救いを願っている。
フーゴ・ワーグナー (Hugo Wagner )
マルガレーテの弟。素直で好奇心旺盛な12歳の少年。年に似合わず鋭い明晰な頭脳を持つ。自分たちや病気の母のことを顧みず研究に没頭する父に反感を抱いている。基本的には善良でありながらも父以上の理想主義者であり、目的の為には手段を選ばない冷徹さも持っている。町の子供に父や姉のことでからかわれ、つらい思いをしている。
ウォルフガング・ワーグナー (Wolfgang Wagner )
フーゴとマルガレーテの父で、錬金術師。41歳。薬売りをしながら病気の妻を治すため万能薬「エリキサ」を作り出す研究を行っているが、そのためにやや家族をないがしろにしている。妻・ヘレナに先立たれた後目的が代わり人工生命体を作り出す実験を始める。そのため、町の人からの評価は悪く常に愚痴をたたかれている。
ヘレナ・ワーグナー (Helena Wagner )
ウォルフガングの妻にして、マルガレーテとフーゴの母親。36歳。病弱で寝台から動けず、頬は痩せこけており視力も失っている。穏やかで夫思いの良き母。
マルガレーテが18際、フーゴが14歳の頃に死亡。
カール･フランセン
400年前に存在した画家。ダナをモデルにした絵画を描いたことでアイクの死の運命の解決に繋がるひとつとなった。子孫もおり、1902年に登場したフランセンは写真屋。1980年に登場したフランセンは映画監督をしている。

## 備考
舞台である「レーベンスバウム(Lebensbäume )」はドイツ語で、日本語における「生命の樹」といった意味。同名の都市がドイツに存在するわけではない。本作のプロデューサー、河野純子は公式ガイドブックのインタビューで製作に当たって実際にドイツに取材旅行に行ったと語った。背景は実在のドイツの街や建物を参考に描かれている。
また同インタビューで、本作はゲーテの戯曲『ファウスト』に強い影響を受けて製作したと答えている。キャラクターのマルガレーテ、ワーグナー、ホムンクルス等はファウストの登場人物の名前であり、開発中の仮題が『ワルプルギスの昼と夜』だったことからもそれは窺い知ることができる。他にも製作にあたり『バック・トゥ・ザ・フューチャー』等のタイムトラベルを扱った映画を参考にしたとしている。「自分で前向きに行動しないと何も変わらないんだ、というのが根底にあるゲームです。」と河野純子は述べている。
PS2版のディスクには『サイレントヒル2』の予告映像が収録されており、これによってパッケージに暴力的な映像に対する注意を促すマークが付けられた。
開発元の一つであるコナミコンピュータエンタテインメント東京は2005年に閉鎖され、PS2版発売当時の公式サイトは海外版を含め全て閉鎖している。ただし、コナミTVchのコナミニュース、2001年1月23日掲載分は、本作の欧州記者発表イベントの様子を配信したものであり、発売当時の様子を垣間見ることができる。